# Blicca bjoerkna

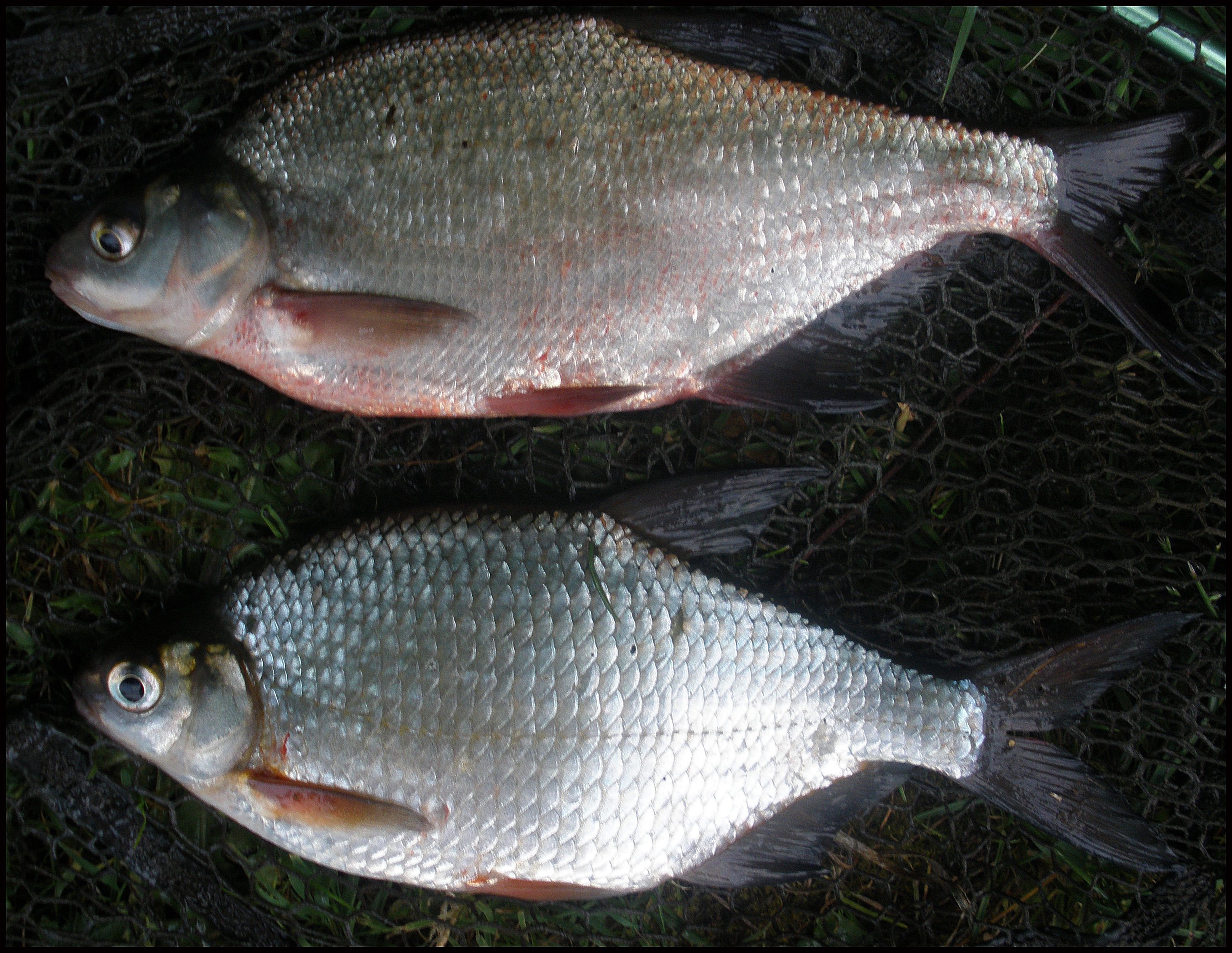
Differenza fra l'aspetto generale di Blicca bjoerkna (in basso) e di Abramis brama

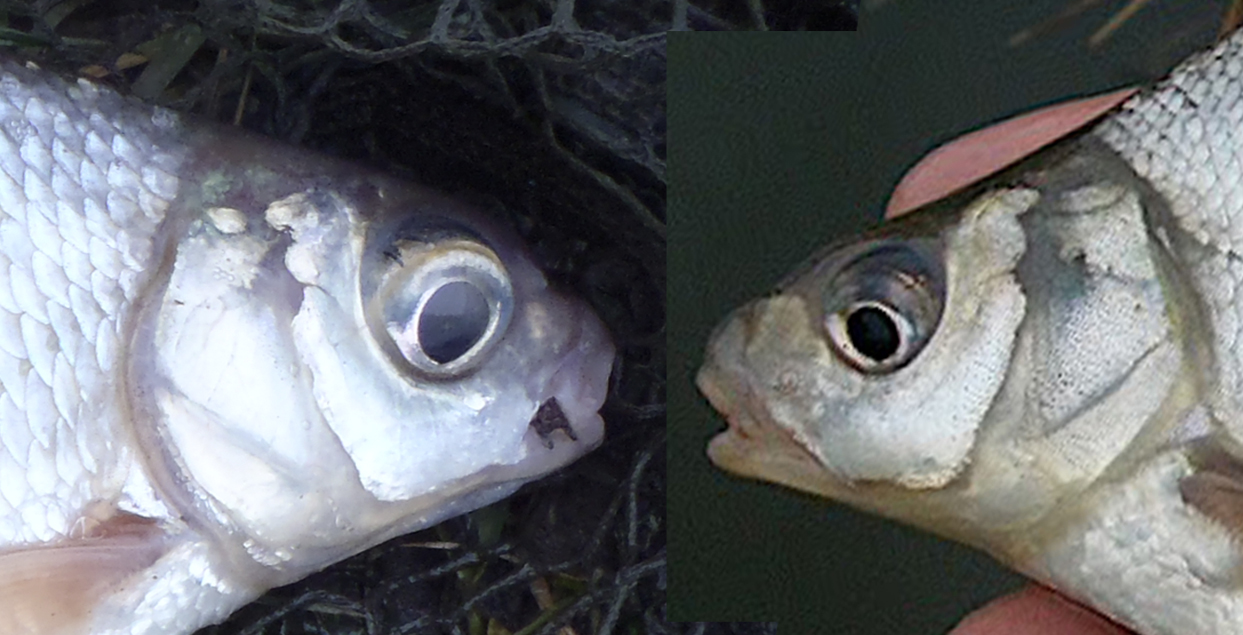
Differenza fra l'occhio e la testa di Blicca bjoerkna (a sinistra) e di Abramis brama

La blicca (Blicca bjoerkna (Linnaeus, 1758)), è un pesce osseo d'acqua dolce appartenente alla famiglia Cyprinidae. È l'unica specie appartenente al genere Blicca.

## Habitat e distribuzione
Il suo areale originale comprende l'Europa centro-orientale a ovest fino all'intera Francia a est fino al'Asia centrale (bacino del lago d'Aral) e la parte settentrionale della Turchia anatolica. In Europa è naturalmente assente da gran parte dell'Inghilterra (eccetto l'estremo sud-est), dalla Svezia e la Finlandia settentrionali, dalla Penisola Iberica, dall'Italia e dai Balcani meridionali e occidentali. 
È stata introdotta in diversi pPaesi tra i quali la Spagna, Cipro e l'Italia dove è stata introdotta nel ha raggiunto una discreta diffusione soprattutto nelle acque della Pianura Padana e nella parte bassa del fiume Arno ma è probabilmente diffusa anche in altri bacini dove viene confusa con la simile abramide. 
Il suo habitat preferito è costituito da stagni, laghi e fiumi nella zona dei ciprinidi fitofili con acque a lentissimo scorrimento, fondi melmosi e ricche di piante acquatiche. Rispetto all'abramide tende a popolare maggiormente gli strati d'acqua più distanti dal fondo.

## Descrizione
È molto simile all'Abramis brama con testa relativamente piccola, corpo alto e compresso lateralmente, di forma pressappoco romboidale. La pinna dorsale è corta e con margine posteriore concavo, inserita anteriormente all'inserzione delle pinne ventrali, la pinna anale è lunga ed ha un lobo appuntito nella parte anteriore e la pinna caudale è biloba, piuttosto profondamente forcuta e può avere il lobo inferiore più sviluppato. Rispetto ad Abramis brama la blicca ha occhio visibilmente più grande e più vicino alla punta del muso, il diametro dell'occhio è uguale o maggiore alla distanza fra l'occhio e la punta del muso mentre questa distanza è maggiore del diametro dell'occhio nella breme. La blicca ha inoltre la bocca posta in posizione meno ventrale e più frontale, inoltre la bocca non è in grado di estendersi a tubo quando aperta. Inoltre le pinne pettorali e ventrali (più raramente la pinna anale) hanno una colorazione aranciata o rossiccia, all'ascella della pinna pettorale vi è inoltre una vistosa macchia aranciata. 
La colorazione è uniforme e priva di segni particolari: grigia o verdastra più o meno scura sul dorso mentre i fianchi sono argentei brillanti e il ventre biancastro. Le pinne pari e talvolta la pinna anale sono, come già detto, color arancio talvolta con un bordo scuro, le altre pinne sono grigiastre.
La taglia è nettamente inferiore di quella dell'abramide, infatti la taglia massima nota è di 45 cm per circa 1 kg di peso ma la taglia media non supera i 20 cm.

## Biologia

### Comportamento
È una specie gregaria che forma banchi spesso misti con Abramis brama. Sembra che abbia abitudini notturne.

### Riproduzione
Avviene in maggio-luglio in base alla latitudine quando la temperatura supera i 15°C. I riproduttori si radunano in branchi formati da numerosi individui di ambo i sessi che poi vanno alla ricerca di acque basse ricche di piante acquatiche dove avviene la deposizione. La deposizione avviene nelle prime ore del mattino. Vengono deposte fino a 100.000 uova in due-tre deposizioni separate da circa 10-15 giorni. La maturità sessuale è raggiunta a due anni nei maschi e a tre nelle femmine. Si può ibridare con Abramis brama e con Vimba vimba.

### Alimentazione
Ha dieta prevalentemente carnivora: si nutre di insetti e loro larve, molluschi e piccoli crostacei senza disdegnare materiale vegetale come alghe. Lo zooplancton può costituire un'ampia parte della sua dieta.

### Predatori
È riportata la predazione da parte della sandra.

## Pesca
La pesca commerciale a questa specie, importante in Russia dove compare sui mercati ittici soprattutto conservata sotto sale o essiccata, non esiste in Europa occidentale. Ha anche un'importanza modesta per la pesca sportiva, viene catturata con la tecnica della passata con vermi, larve e impasti come esca, durante la pesca ad altre specie. Le carni sono liscose, flaccide e poco pregiate.

## Conservazione
Si tratta di una specie abbondante nell'areale e per la quale non sembrano esistere fonti di minaccia, per questo la Lista rossa IUCN la classifica come "a rischio minimo".